# 985
Раннє Середньовіччя •  Епоха вікінгів •  Золота доба ісламу •  Реконкіста

## Геополітична ситуація
Візантію очолює Василій II Болгаробійця. Малолітній Оттон III є формальним правителем Священній Римській імперії.
Західним Франкським королівством править, принаймні формально, Лотар.
Апеннінський півострів розділений між численними державами: північ належить Священній Римській імперії, середню частину займає Папська область, на південь від Римської області лежать невеликі незалежні герцогства, деякі області на півночі та на півдні належать Візантії, інші окупували сарацини. Південь Піренейського півострова займає Кордовський халіфат на чолі з Хішамом II. Північну частину півострова займають королівство Астурія і королівство Галісія та королівство Леон, де править Бермудо II.
Королівство Англія очолює Етельред Нерозумний.
У Київській Русі триває правління Володимира. У Польщі править Мешко I. Перше Болгарське царство частково захоплене Візантією, в іншій частині править цар Самуїл. У Хорватії править король Степан Држислав. Великим князем мадярів є Геза.
Аббасидський халіфат очолює ат-Таї, в Єгипті владу утримують Фатіміди, в Середній Азії — Саманіди, починається становлення держави Газневідів. У Китаї продовжується правління династії Сун. Значними державами Індії є Пала, Пратіхара, Чола. В Японії триває період Хей'ан.

## Події
- Похід київського князя Володимира разом із союзними торками у Волзьку Булгарію завершився укладенням миру.
- Перші згадки в літописах про Луцьк. Сприймається, як рік заснування міста.
- Війська Аль-Мансура взяли й пограбували Барселону.
- Генріх II Сварливий та імператриця Священної Римської імперії Феофано остаточно владнали справи між собою. Генріх отримав Баварію і відмовився від претензій на титул імператора.
- Мешко I уклав із Оттоном III союз проти лютичів та чехів.
- Розпочався понтифікат Івана XV. Антипапу Боніфація VII вбито внаслідок народного бунту.
- Мадярський великий князь Геза навернувся до християнства[1].
- Клан Сельджука відділився від інших огузьких племен і мігрував в околиці Бухари.
- Близько 985 — початок колонізації Ґренландії. Ерік Рудий (першовідкривач Ґренландії) повернувся до Ісландії і, взявши з собою велику кількість людей, повернувся до Ґренландії.